# Хронический тиреоидит
Хрони́ческий ти́реоиди́т — группа заболеваний щитовидной железы, среди которых часто встречается аутоиммунный тиреоидит. Последние годы отмечается рост заболеваемости, что связано с повышенной стимуляцией иммунной системы вновь синтезируемыми искусственными антигенами, контакта с которыми организм человека ранее не имел.

## История
Впервые клиническая картина аутоиммунного поражения щитовидной железы (4 случая) описал японский врач и учёный Хакару Хасимото в 1912 году. Впоследствии заболевание получило название — тиреоидит Хашимото и долгое время этот термин был идентичен аутоиммунному и хроническому лимфоцитарному тиреоидиту. Дальнейшие наблюдения показали, что хронический тиреоидит может протекать в различных вариантах, сопровождаться симптомами как повышенной, так и пониженной функции щитовидной железы, её увеличением (зобом) или атрофией, что привело к выделению нескольких форм аутоиммунного тиреоидита.

## Классификация
Существует несколько классификаций хронического тиреоидита, среди них предложенная R. Volpe в 1984 году:
- Болезнь Грейвса (базедова болезнь, аутоиммунный тиреотоксикоз);
- Аутоиммунный тиреоидит:

1. тиреоидит Хашимото;
2. лимфоцитарный тиреоидит у детей и подростков;
3. послеродовой тиреоидит;
4. идиопатическая микседема;
5. хронический фиброзный вариант (тиреоидит Риделя);
6. атрофическая асимптоматическая форма.

## Общие черты
Всем формам хронического тиреоидита свойственны признаки аутоиммунного заболевания, сформулированные E. Witebsky (1956):
- наличие антигенов и антител,
- экспериментальная модель заболевания на животных,
- возможность переноса заболевания с помощью антигенов, антител и иммунокомпетентных клеток от больных животных здоровым.